# 内ヶ崎康治
内ヶ崎 康治（うちがさき こうじ、1903年12月8日 - 1975年9月2日）は、日本の政治家。宮城県富谷町長（3期）。

## 来歴
宮城県黒川郡富谷村（のち富谷町、現・富谷市）出身。宮城県師範学校卒。吉岡小、大衡小訓導となり、戦時中は県関係の諸団体の要職を務めた。
戦後の1951年、富谷村議会議員に当選。翌年、富谷村教育長となり、1955年富谷村長選挙に無投票で当選した。
富谷村は昭和の大合併で揺れたが、結局、村は単独で残る選択をした。そのため村は財政面で困難な状態に陥った。このような中、中学校の体育館や音楽室の設置、町営住宅の建設、工場の誘致など、村の発展に力を尽くした。
これらの努力が実を結び、村の人口も増加に転じ、1963年に町制施行となった。内ヶ崎は初代町長となり、1967年まで務めた。
1975年72歳で死去。地方自治功労により、勲五等瑞宝章を受章した。